# سیارک ۲۰۱۴۱
سیارک ۲۰۱۴۱ (به انگلیسی: 20141 Markidger، نامگذاری:1996RL5) بیست هزار و صد و چهل و یکمین سیارک کشف شده‌است که در ۱۳ سپتامبر ۱۹۹۶ کشف شد.
قدر مطلق سیارک برابر ۱۳٫۵ است.